# Isla Socheong
Isla Socheong (en coreano: 소청도) es una isla de 5 kilómetros de largo y 3 kilómetros de ancho en el condado de Ongjin, Incheon, en el país asiático de Corea del Sur. Ubicada al sur de la isla Daecheong, cerca de la Línea fronteriza Norte. Se encuentra en el mar Amarillo, a unos 200 km al noroeste de Incheon, 40 km al suroeste de la parte continental de Hwanghae del Sur, Corea del Norte, y a 200 km al noreste de la península de Shandong, en China.